# Trifenyleen
Trifenyleen is een polycyclische aromatische koolwaterstof (PAK) die bestaat uit vier aaneengesloten benzeenringen. De centrale vierde ring ontstaat door de fusie van drie benzeenringen eromheen. Het molecuul heeft een vlakke conformatie. In deze structuur zijn 18 gedelokaliseerde π-elektronen, waardoor ze een hogere resonantie-stabiliteit heeft dan isomeren als chryseen of tetraceen.
Trifenyleen kan uit steenkoolteer bekomen worden of synthetisch bereid, bijvoorbeeld uit 2-broomjoodbenzeen met lithium als katalysator. Het is een kleurloze kristallijne stof.
Trifenyleen en derivaten van trifenyleen hebben potentiële opto-elektronische toepassingen, zoals in vloeibare kristallen of oleds.